# الشوال
مدينة الشوال التي تقع على الضفة الشرقية للنيل الأبيض
وتبعد شمال مدينة ربك عاصمة ولاية النيل الأبيض على بعد 48 كيلومترا ومن
جنوب الخرطوم مائتين وخمسين كيلومتر، وعمدتها ورئيس قبائلها محمد الفاضل عمر.